# Pièce de résistance
Pièce de résistance (pronúncia em francês: [pjɛs də ʁezistɑ̃s]) é uma expressão francesa (circa 1839), também chamada "plat de résistance" na França, que em tradução livre para o português significa um "pedaço de (ou para) resistência", em referência à parte mais significativa ou valorizada de algo (um prato ou um espetáculo, por exemplo). Pode-se usar essa expressão como a porção de uma criação que desafia (i.e., "resiste a") valores ortodoxos e tidos como convencionais pelas práticas do senso-comum, e dessa forma faz da criação algo único e especial. Pièce de résistance é, portanto, uma referência ao elemento que se destaca mais vividamente, por ser mais notável ou substancialmente peculiar se comparado com o todo. Por exemplo:
Mesmo com um portfólio diversificado de filmografia em cinema e televisão, o pièce de résistance de Carol Burnett provavelmente sempre será The Carol Burnett Show.
Em seu contexto original, o pièce de résistance era o prato mais substancial de uma refeição, mas ultimamente o termo tem se referido a qualidade em detrimento da quantidade.